# ژرف‌نگری

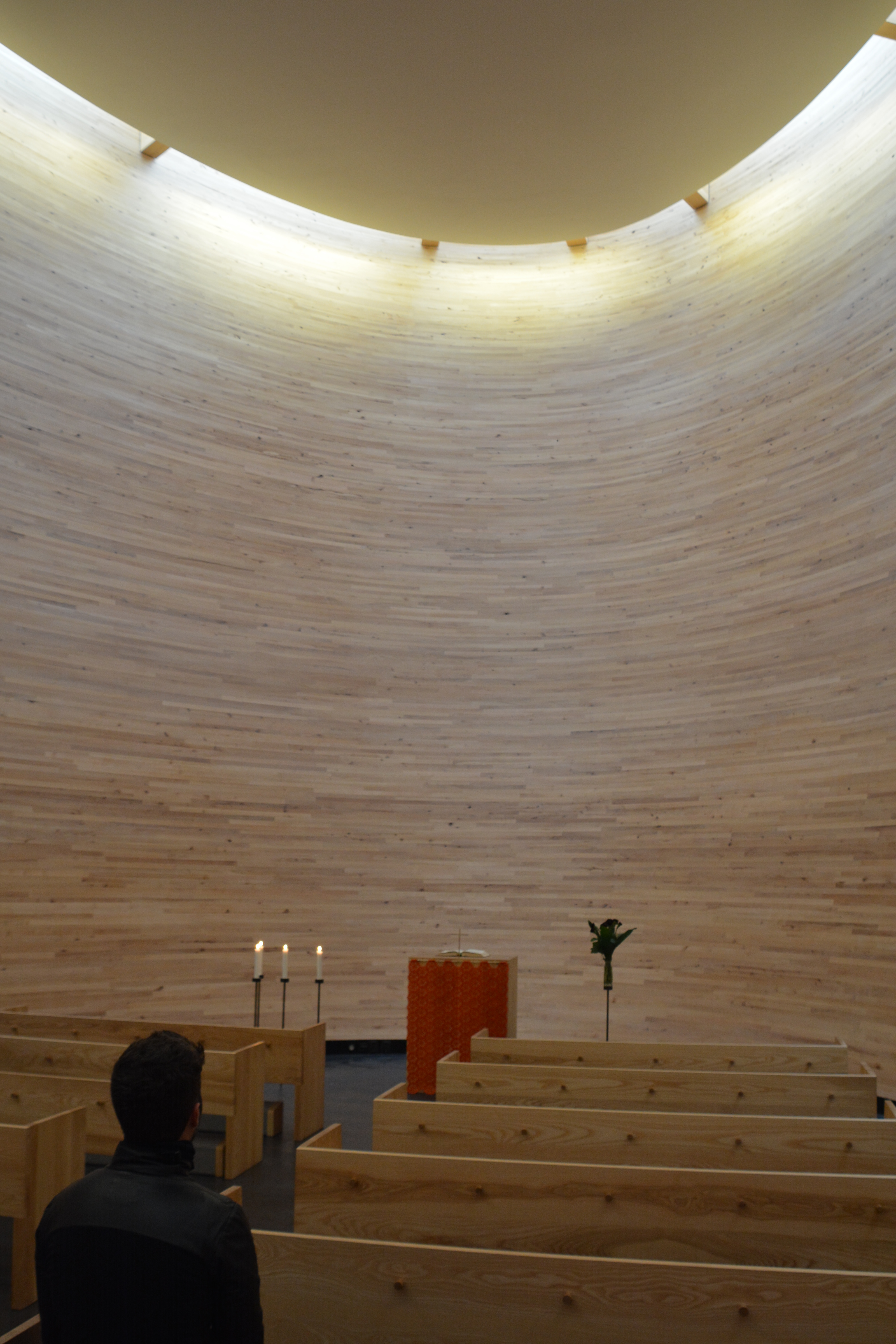
نمایشگاه کامپی در شهر هلسینکی، مرکزی است که برای تفکر اختصاص داده شده‌است.

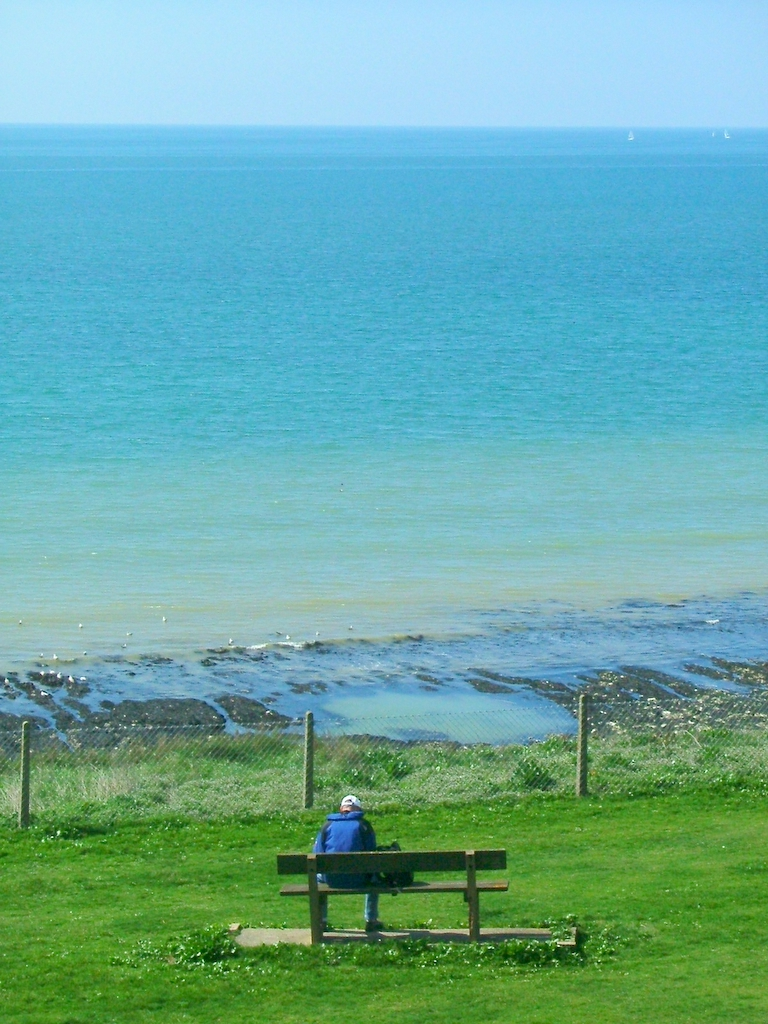
تفکر در طبیعت

ژرف‌نگری (انگلیسی: contemplation)، تأمل، نیک نگریستن، درنگ، اندیشه، نگرش، آن که به صورت جدی و دقیق می‌اندیشد. آن که عادت به فعالیت فکری پی گیر و جدی دارد.

## نیک نگری
نیک نگری (تأمل) به معنی استعمال فکر است، بر خلاف تدبّر که به معنی دل دادن به چیزی از طریق نگریستن در عواقب آن است.
تأمّل به این معنی، مترادف نظر و فکر و مقابل عمل و کوشش عملی است. و نیز تأمل به معنی فرورفتن فکر در موضوع خود است به نحوی که از اشیاء دیگر غفلت کند و حتی احوال خود نفس را فراموش کند.
در اصطلاح صوفیان، تأمل (التأمل: پیوستن به خداوند از طریق اشراق وجدانی) از درجات عالی معرفت است، به نحوی که در این مرحله از معرفت، دل از اندیشه اشیاء محسوس خالی می‌شود تا اینکه به مرحله آگاهی مستقیم از امر الهی و اتحاد با خدا، می‌رسد.
فرق تأمل و تفکر این است که تفکر عبارت است از تصرف ذهن در معنی اشیاء برای شناخت علل و اسباب و گنجایش و نتایج آنها، در حالی که تأمل عبارت است از تفکر توأم با عبرت گرفتن.
و نیز نیک نگری به معنی تفکر عمیق و شدید و طولانی در موضوعی معین است، به منظور شناخت جنبه‌های گوناگون آن. تأمل به این معنی مترادف تفحص و تحقیق عمیق است.
تأمل به این معنی در مورد استغراق فکر در موضوعات دینی نیز به کار می‌رود، چنان‌که در نماز، عقل متوجه خدا می‌شود تا نعمت‌ها و احسان او را سپاس گوید.

## ارتقایمشاهده
خداوند مشاهده را یکی از مهم‌ترین ابزارهای تحصیل علم و رسیدن به هدایت و کمال معرفی کرده، مسیر تحصیل علم را مبنای دست یافتن به مسیر ارتقای مشاهده قرارداده است.
بررسی مسیر تحصیل علم نشان می‌دهد که تفکر، مؤثرترین عامل در ارتقای سطح مشاهده از مرتبه حسی به مراتب بالاتر است.
تفکر که اساسی‌ترین کارکرد عقل محسوب می‌شود، واسطه بیرون و درون آدمی بوده و چنانچه با غرض غایت نگری با موضوعی مواجه
شود، می‌تواند با قدرت بینایی خود امکان مشاهده موضوعات را در ابعاد و مراتب مختلف و درک معانی و مفاهیم مجرد فراهم آورد.

## تفکر
تجزیه و تحلیل تفکر نشان می‌دهد که در ساختار آن و در راستای تحصیل علم، حداقل سه مواجهه صورت می‌گیرد:
مواجهه با نیاز و غرض، مواجهه با موضوع بیرونی، مواجهه با مشاهدات و علوم قبلی و انطباق آنها با مشاهدات جدید.